# Глутатіон-S-трансфераза омега 1
Глутатіон-S-трансфераза омега 1 (англ. Glutathione S-transferase omega 1) – білок, який кодується геном GSTO1, розташованим у людей на короткому плечі 10-ї хромосоми.  Довжина поліпептидного ланцюга білка становить 241 амінокислот, а молекулярна маса — 27 566.
| 10         |  | 20         |  | 30         |  | 40         |  | 50         |
| ---------- |  | ---------- |  | ---------- |  | ---------- |  | ---------- |
| MSGESARSLG |  | KGSAPPGPVP |  | EGSIRIYSMR |  | FCPFAERTRL |  | VLKAKGIRHE |
| VININLKNKP |  | EWFFKKNPFG |  | LVPVLENSQG |  | QLIYESAITC |  | EYLDEAYPGK |
| KLLPDDPYEK |  | ACQKMILELF |  | SKVPSLVGSF |  | IRSQNKEDYA |  | GLKEEFRKEF |
| TKLEEVLTNK |  | KTTFFGGNSI |  | SMIDYLIWPW |  | FERLEAMKLN |  | ECVDHTPKLK |
| LWMAAMKEDP |  | TVSALLTSEK |  | DWQGFLELYL |  | QNSPEACDYG |  | L          |

A: Аланін

C: Цистеїн

D: Аспарагінова кислота

E: Глутамінова кислота

F: Фенілаланін

G: Гліцин

H: Гістидин

I: Ізолейцин

K: Лізин

L: Лейцин

M: Метіонін

N: Аспарагін

P: Пролін

Q: Глутамін

R: Аргінін

S: Серин

T: Треонін

V: Валін

W: Триптофан

Цей білок за функціями належить до оксидоредуктаз, трансфераз. 
Локалізований у цитоплазмі.